# Tulbing (Herrschaft)
Die Herrschaft Tulbing war eine Grundherrschaft im Viertel ober dem Wienerwald im Erzherzogtum Österreich unter der Enns, dem heutigen Niederösterreich.

## Ausdehnung
Die Herrschaft mit den Ämtern Tulbing und Katzelsdorf umfasste zuletzt die Ortsobrigkeit über Tulbing und Katzelsdorf. Der Sitz der Verwaltung befand sich im Schloss Tulbing.

## Geschichte
Letzter Inhaber der Allodialherrschaft war August Freiherr von Thysebaert (1802–1861), bis dieser in Folge der Reformen 1848/1849 die Herrschaft auflöste.